# ビデオ表示端末
ビデオ表示端末（英: Video Display Terminal、VDT）は、コンピューターの表示装置の総称であり、（コンピュータの）「ディスプレー」と同義だが、主に労働衛生管理の分野で用いられる用語であり、これらの表示装置を用いて長時間作業することで引き起こされる諸症状を「VDT症候群」という。
もともとコンピュータの入出力装置はテレタイプ端末のような機械式端末だったが、1960年代や1970年代あたりからテレタイプ端末の代わりにVideo方式（ブラウン管方式）の表示装置がさかんに用いられるようになり、それを指すために用いられた用語であり、やがてそうした装置を使って長時間働く人々に独特の症状が見られることが知られるようになり、オフィス内のVDTの台数が増えこうした労働をする人々の数が増えてゆき、症状が深刻化する人も増え、やがて労災認定の裁判なども関係するようになり、労働衛生管理の用語になっていった。

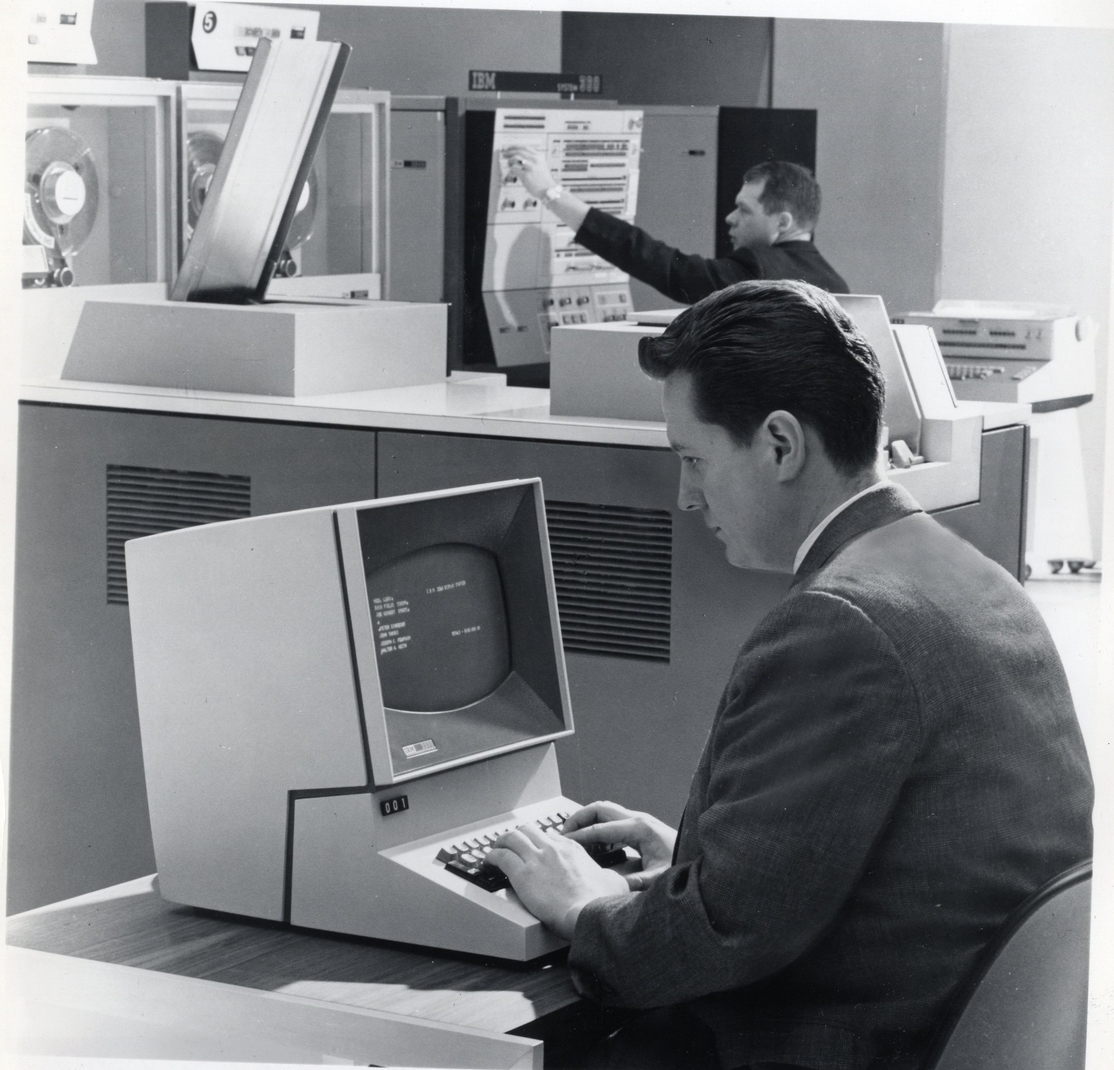
オフィスでIBM 2260を見つめて仕事をする労働者

VDTの比較的初期のものとしては、1964年に登場したIBM 2260がしばしば挙げられる。
1970年代のVDTの例としては次のようなものがある。
- ADM-3A（Lear Siegler, Inc.製、1976年 - )
- VT50（en:VT50。DEC製、1974年-）
- VT52 (DEC製、1975年-)
- VT100 (DEC製、1978年 - )

英語ではVDTで長時間の労働をする人を「VDT worker」という。
（ちなみに近年では労働衛生管理とは無関係の文脈ではコンピュータの表示装置は通常はVDTとは言わずディスプレイという。つまり、用語の棲み分けがされるようになっている。）
VDT症候群
VDT症候群は、VDTを使う長時間労働で身体に現れる諸症状を指しており、医療関連用語でもある。
VDT症候群とは、コンピュータ類のディスプレイを使った長時間の作業により、目や身体や精神に影響のでる諸症状。
目の症状としては、目が疲れる、目が痛い、目が乾く、目がかすむ、物がぼやけて見える、視力低下などがある（ちなみにこうした諸症状は眼精疲労ともいう）。VDT症候群の中でも特に眼に出る症状は「IT眼症（アイティーがんしょう）」ともよばれている。
身体症状としては、肩がこる、首・肩・腕などが痛む、「だるい」などがあり、慢性的になると、背中の痛み、手指のしびれなども発症することがある。
精神症状としては、イライラ、不安感、抑うつ状態などがある。

## 労働衛生管理行政用語のVDT

ディスプレイを長時間見つめて仕事をするデスクワーカー。労働衛生管理関連の用語で言う「VDT」を長時間使用する労働者「VDT worker」に当たる。

労働衛生管理で端末作業について言及する場合、VDTの略称が多く用いられ、労働衛生管理関連の分野では、VDTを使った作業をVDT作業という。
VDTという用語は、世界的に労働衛生管理や労働災害に関係する行政用語として使われている用語である。
日本国内では1985年12月20日付の労働省の通達「VDT作業のための労働衛生上の指針について」（基発第705号）によってコンピュータの画面を見つめる作業が特段の労働衛生管理の対象となって一般化し、その後、2002年4月5日付「VDT 作業における労 働衛生管理のためのガイドラインについて」(基発第 0405001号）で指導内容がガイドライン化された際にも用語として継承された。VDTは、長らく用いられてきた用語であったが、2019年7月、厚生労働省労働基準局長名の通知（令和元年7月12日付け基発0712 第3号）により、新たに「情報機器作業における労働衛生管理のためのガイドライン」が定められ、用語としての「VDT」は、労働衛生管理行政の中では後景に退くこととなった。